# Jochen Danneberg
Jochen Danneberg, nemški smučarski skakalec, * 9. april 1953, Halberstadt, Vzhodna Nemčija.
Danneberg je nastopil na dveh Zimskih olimpijskih igrah v letih 1976 v Innsbruck, kjer je osvojil naslov olimpijskega podprvaka na srednji skakalnici in četrto mesto na veliki, ter 1980 v Lake Placidu, kjer je osvojil dvajseto mesto na srednji skakalnici. V sezonah 1975/76 in 1976/77 je dvakrat zapored zmagal na Novoletni turneji.
Med letoma 1995 in 2007 je deloval kot trener korejske reprezentance, od leta 2008 pa ameriške.